# Stanley Baldwin
Stanley Baldwin, 1st Earl Baldwin of Bewdley (Bewdley, 3 augustus 1867 – Astley, 14 december 1947) was een Brits staatsman en driemaal premier van het Verenigd Koninkrijk. Hij was een van de grote figuren uit de Conservative Party tijdens het Interbellum.

## Levensloop
Baldwin stamde uit een geslacht van industriëlen en landheren. Na zijn studies kreeg hij een leidinggevende functie in het staalconcern van zijn vader. Hij huwde met Lucy Ridsdale en kreeg met haar zes kinderen.
In 1908 werd hij voor de conservatieven verkozen in het House of Commons en zetelde er tot in 1937. In 1916 werd hij particulier-parlementair secretaris van de toenmalige minister van Financiën en partijleider van de Conservatieven Andrew Bonar Law. Daarna was hij van 1917 tot 1921 junior lord of the Treasury en van 1921 tot 1922 minister van Handel in de regering van David Lloyd George.
In 1922 leidde hij met Andrew Bonar Law de actie tegen de coalitie van conservatieven en liberalen die Lloyd George leidde. Mede door zijn toedoen werd de coalitie verbroken, tegen het verzet van de conservatieve ministers in. Vervolgens werd Law de nieuwe premier en in diens regering werd Baldwin minister van Financiën.
Toen Andrew Bonar Law in mei 1923 het premierschap om gezondheidsredenen neerlegde, volgde Baldwin hem op. Tevens werd hij partijleider van de conservatieven, wat hij bleef tot in 1937. Hij probeerde tijdens zijn eerste premierschap door protectionistische maatregelen het land over de gevolgen van de Eerste Wereldoorlog heen te helpen, wat echter mislukte. Zijn ministerie moest in januari 1924 reeds plaats maken voor het eerste Labour-kabinet onder Ramsay MacDonald.  
In november 1924 werd Baldwin voor de tweede maal premier. Opnieuw had hij weinig succes met zijn pogingen de sociale rust te herstellen: de arbeiders kondigden de algemene werkstaking af. De regering bleef de situatie, zij het met moeite, meester. In juni 1929 moest Baldwin weer plaats maken voor premier MacDonald.
Na twee jaar in de oppositie kwamen de conservatieven in 1931 door de breuk binnen de Labour Party opnieuw in de regering. MacDonald vormde met National Labour, de afsplitsing van de Labour Party, de conservatieven en de liberalen een regering. In deze regering werd Baldwin Lord President of the Council, wat hij bleef tot in 1935, en van 1932 tot 1934 was hij ook Lord Privy Seal.
In juni 1935 nam MacDonald wegens een verzwakte gezondheid ontslag, waarna Baldwin opnieuw premier werd en MacDonald Baldwins functie overnam.  Tijdens deze ambtsperiode wilde de nieuwe koning Eduard VIII in 1936 trouwen met de reeds tweemaal gescheiden Amerikaanse burgervrouw Wallis Simpson. Omdat de Anglicaanse kerk niet erkent dat gescheiden vrouwen hertrouwen voor hun voormalige partner gestorven is, was de regering tegen deze verbintenis en moest Eduard VIII kiezen tussen Simpson en zijn koningschap. Hierop besloot Eduard VIII te abdiceren ten gunste van zijn broer George VI. Nadat de nieuwe koning George VI was gekroond, nam Baldwin in mei 1937 ontslag als premier en als leider van de conservatieven.
Na het einde van zijn premierschap werd hij in 1937 in de adelstand verheven en werd daardoor tot aan zijn dood lid van het Hogerhuis. Tien jaar later overleed hij.
Walpole · 
Compton · 
Pelham · 
Pelham-Holles · 
Cavendish · 
Stuart · 
G. Grenville · 
Charles Watson-Wentworth · 
Pitt de Oudere · 
FitzRoy · 
North · 
Petty · 
Cavendish-Bentinck · 
Pitt de Jongere · 
Addington · 
W.W. Grenville · 
Perceval · 
Jenkinson · 
Canning · 
Robinson · 
Wellesley · 
Grey · 
Lamb · 
Peel · 
Russell · 
Smith-Stanley · 
Hamilton-Gordon · 
Temple · 
Disraeli · 
Gladstone · 
Gascoyne-Cecil · 
Primrose · 
Balfour · 
Campbell-Bannerman · 
Asquith · 
Lloyd George · 
Law · 
Baldwin · 
MacDonald · 
Chamberlain · 
Churchill · 
Attlee · 
Eden · 
Macmillan · 
Douglas-Home · 
Wilson · 
Heath · 
Callaghan · 
Thatcher · 
Major · 
Blair · 
Brown · 
Cameron · 
May · 
Johnson · 
Truss ·
Sunak ·
Starmer
- Bibsys: 90871887
- Bibliothèque nationale de France: cb125602781 (data)
- Gemeinsame Normdatei: 118652117
- International Standard Name Identifier: 0000 0001 1080 4983
- Library of Congress Control Number: n50017584
- Bibliotheek van het Japanse parlement: 00620316
- Nationale Bibliotheek van Tsjechië: jn19981000191
- Nationale bibliotheek van Australië: 35012701
- Nationale Bibliotheek van Israël: 987007258017705171
- Nationale Bibliotheek van Polen: a0000001882909
- Nederlandse Thesaurus van Auteursnamen: 070210918
- Istituto Centrale per il Catalogo Unico: SBLV275512
- LIBRIS: 38409
- SNAC: w6000n4g
- Système universitaire de documentation: 034899286
- Trove: 789598
- Virtual International Authority File: 107029118
- WorldCat: E39PBJw4CvKVtPhcvD9mpP7j4q